# Elīna Garanča
Elīna Garanča (pronunciado ) (Riga, 16 de septiembre de 1976) es una mezzosoprano letona.

## Biografía
Nació en Letonia, en el seno de una familia aficionada a la música. Su padre es director de coro y su madre, Anita Garanča, cantante. Entró en la Academia Letona de Música en 1996 para estudiar canto con Sergey Martinov. Continuó sus estudios en Viena con Irina Gavrilović y en los Estados Unidos con Virginia Zeani.
En 1998, cuando aún era estudiante, preparó en diez días el papel de Juana Seymour de la ópera Ana Bolena. Tras graduarse, su carrera profesional comenzó como artista residente en el Südthüringisches Staatstheater de Meiningen donde interpretó papeles como Octavian de El caballero de la rosa. Más tarde, fue artista residente en la Compañía de la Ópera de Frankfurt (Opern- und Schauspielhaus Frankfurt). En 1999, debutó el papel de Maddalena en Rigoletto en el Festival de Ópera de Savonlinna y ganó el Concurso de Canto Mirjam Helin Singing Competition en Helsinki.
Comenzó a destacar internacionalmente en 2003 en el Festival de Salzburgo (Salzburger Festspiele), donde interpretó a Annio en La clemencia de Tito, de Mozart, dirigida por Nikolaus Harnoncourt. Tras ello, comenzó a recibir importantes papeles, como el de Charlotte en Werther, Dorabella en Così fan tutte para la Ópera Estatal de Viena, en 2004, y Dorabella de nuevo en París, dirigida por Patrice Chéreau, en 2005.
En 2006 cantó de nuevo La clemencia de Tito, esta vez en el papel de Sesto. El 12 de enero de 2007, debutó con su propia compañía en el Metropolitan Opera House de Nueva York interpretando a Rosina en El barbero de Sevilla, de Rossini. El crítico del periódico The New York Times Bernard Holland escribió sobre este estreno: «La señora Garanča es una realidad (...) Las modernas técnicas de canto se adaptan con dificultad al énfasis que pone Rossini —propio de principios del XIX— en la velocidad, luminosidad y articulación atlética, y la señora Garanča era la única sobre el escenario que parecía sentirse completamente cómoda».
El 16 de enero de 2010, llevó a cabo una memorable y apasionada interpretación de la ópera Carmen de Bizet, en el Metropolitan Opera House de Nueva York junto al tenor francés Roberto Alagna. Su actuación fue retransmitida en directo vía satélite y en alta definición a todo el mundo, proyectándose simultáneamente en más de 850 salas de cine en 31 países distintos.
Ha contribuido a difundir la zarzuela por todo el mundo, popularizando la romanza Carceleras de Las hijas del Zebedeo.Está casada con el director Karel Mark Chichon. Ambos protagonizaron un homenaje al Teatro de la Zarzuela cuando se anunció la fallida fusión con el Teatro Real.
El 25 de octubre de 2023, debutó en el Teatro Real interpretando el rol principal de la zarzuela Luisa Fernanda en versión concierto.

## Grabaciones
En 2005 firmó un contrato para grabar exclusivamente con Deutsche Grammophon.
- Vivaldi: Bajazet/ Fabio Biondi, David Daniels, Vivica Genaux, Patrizia Ciofi, grabación ganadora de un Grammy.
- Rossini: La Cenerentola / Benini, Garanca, Lawrence Brownlee, Metropolitan Opera (DVD).
- Bellini: I Capuleti e i Montecchi / Luisi,  Anna Netrebko, Garanca.
- Mozart: Così Fan Tutte / Bonney, Degout, Harding, (DVD).
- Mozart: La clemenza di Tito / Schade, Vesselina Kasarova, Barbara Bonney, Luca Pisaroni, (DVD).
- Massenet: Werther / Jordan, Marcelo Álvarez, Garanča, et al , (DVD).
- Bellini: Norma / Haider, Edita Gruberova, Garanča, et al.
- Bel Canto - Donizetti, Bellini, Rossini / Garanča, Roberto Abbado.
- Aria Cantilena - Villa-lobos, etc. / Garanca, Luisi, Et Al.
- Habanera - Bizet, etc, / Garanča, Chichon.

## Reconocimientos
- En 1999, ganó el Concurso de Canto Mirjam Helin Singing Competition en Helsinki.[12]
- En 2001, fue finalista del Concurso BBC Cardiff Singer of the World.[12]
- En 2006 recibió el Premio Europeo de Cultura en una gala celebrada en la Ópera Semper de Dresde y retransmitida por la televisión alemana.[1]
- En el año 2007, el Estado letón le concedió la Orden de las Tres Estrellas[1] y recibió el premio ECHO Klassik a la Cantante Femenina del Año.[12]
- En 2009, el ECHO Klassik Award, la reconoció como cantante del año.[1]
- En 2010, fue nombrada vocalista del año en los Musical America Award y cantante del año en los MIDEM Classical Awards.[13]
- En mayo de 2013, fue reconocida por la Opera Estatal de Viena con el título de Kammersängerin.[12]